# Leonhard Baumeister
Leonhard Baumeister (* 25. Oktober 1904 in Steinekirch bei Zusmarshausen; † 19. August 1972 ebenda) war ein deutscher Politiker (CSU). Er war Abgeordneter im Bayerischen Landtag von 1946 bis 1954.

## Leben
Baumeister arbeitete im landwirtschaftlichen Betrieb der Eltern, bis er durch einen Berufsunfall 1922 gezwungen war, leichtere Tätigkeiten aufzunehmen und wurde darauf Vertreter. Ab 1929 arbeitete er trotzdem wieder als Landwirt zu Hause. Im Jahr 1933 übernahm er den Hof der Eltern und eröffnete zusätzlich ein Geschäft, in dem er seine landwirtschaftlichen Produkte anbot.

## Politik
Baumeister schloss sich nach dem Krieg der CSU an und wurde als landwirtschaftlicher Beisitzer in der Vorstandschaft des Bezirksverbands Schwaben aufgenommen. Im Jahr 1946 war er Mitglied der Verfassunggebenden Landesversammlung von Bayern und wurde darauf auch in den Bayerischen Landtag gewählt, dem er vom 1. Dezember 1946 bis zum 28. November 1954 angehörte. Er wurde in den ersten zwei Wahlen im Wahlkreis Schwaben gewählt und bei der Wahl in den zweiten Landtag im Stimmkreis Friedberg und Schwabmünchen. In der ersten Legislaturperiode gehörte er dem Ausschuss für den Staatshaushalt und dem Ausschuss für Wirtschaft an. Außerdem war er Vorsitzender des Ausschusses für Ernährung und Landwirtschaft und außerdem als ordentliches Mitglied im Prüfungsausschuss zur Prüfung der Einsprüche nach Art. 6 des Gesetzes zur Siedlungs- und Bodenreform tätig. In der zweiten Legislaturperiode war er nur noch stellvertretender Vorsitzender im Ausschuss für Ernährung und Landwirtschaft, ordentliches Mitglied im Zwischenausschuss und im Unterausschuss für Landarbeiterfragen.